# Layos
Layos è un comune spagnolo di 312 abitanti situato nella comunità autonoma di Castiglia-La Mancia.